# Jonte Grundelius
Hans Jonas Jonte Grundelius, född 26 december 1975 i Lundby, är en svensk snowboardåkare och boardercross.